# Panzerzug Zygmunt Powstaniec
Der Panzerzug Zygmunt Powstaniec war ein improvisierter polnischer Panzerzug während des dritten schlesischen Aufstandes von 1921.

## Geschichte
Als am 2. Mai 1921 der dritte schlesische Aufstand begann, setzten die Aufständischen eine größere Anzahl an Panzerzügen ein, darunter auch den Panzerzug Zygmunt Powstaniec. Dieser wurde am 17. Mai 1921 in den Eisenbahnwerkstätten in Zawadzkie in Dienst gestellt. Am 1. Juni erhielt die Nummer 14 und wurde Teil der 7. Panzerzugdivision mit der Bezeichnung Pociąg pancerny 14 „Zygmunt Powstaniec“ (kurz: P.P., deutsch: Panzerzug).

## Technische Daten

### Lokomotiven

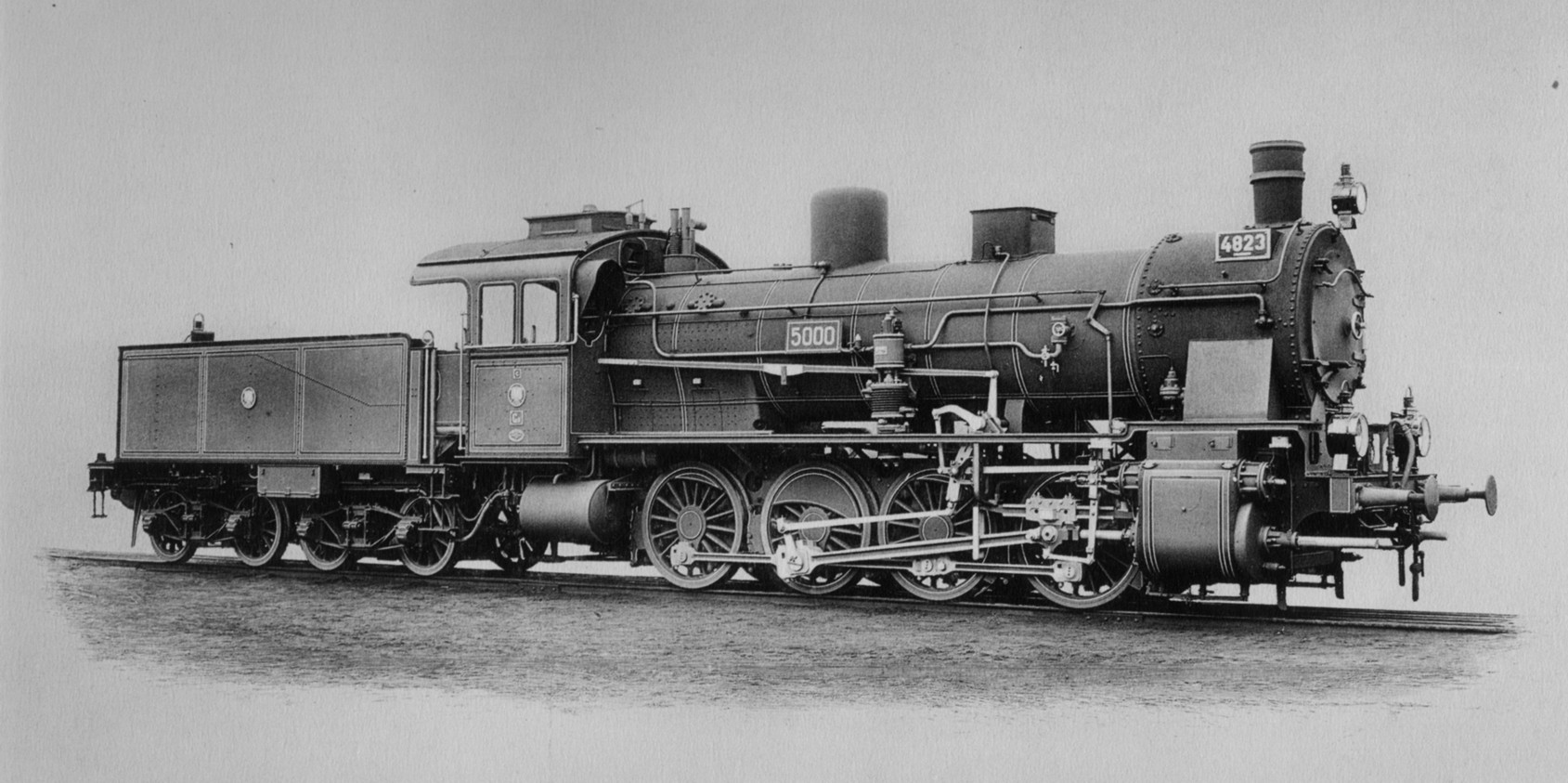
Ungepanzerte Preußische G 8

Die genutzte Dampflokomotiven des Panzerzug Tadek Ślązak war eine vollgepanzerte Preußische G 8. Die Panzerung bestand aus 12 mm dicken Eisenblechen, welche die Dampflokomotive komplett panzerten. Die genaue Seriennummer dieser Panzerzuglokomotive konnte nicht ermittelt werden.

### Artilleriewagen
Der Panzerzug Zygmunt Powstaniec verfügte über zwei Artilleriewagen. Diese war zweiachsige gedeckte Güterwagen aus Eisen. Als Bewaffnung verfügte beide Wagen über je ein französisches 6,5-cm-Gebirgsgeschütz in einem drehbaren Geschützturm an der Stirnseite der Wagen. Die Panzerung wurde mit Beton und Holzbrettern im Inneren verstärkt.

### Maschinengewehrwagen
Den Panzerzug Zygmunt Powstaniec verstärkten zwei Maschinengewehrwagen. Beide waren ehemalige zweiachsige, gedeckte Güterwagen aus Eisen. Sie wurden mit Beton gepanzert und mit Holzbrettern im Inneren verkleidet. Beide Wagen wurden mit vier bis sechs Maschinengewehren ausgestattet.

### Sturmwagen
Weiterhin verfügte der Panzerzug Zygmunt Powstaniec über einen Sturmwagen. Dieser war für den Transport von Infanterie vorgesehen, welche ausbooten und den Feind angreifen oder den Zug verteidigen konnten. Der Sturmwagen war ursprünglich ein gedeckte Güterwagen aus Holz mit einer Panzerzug aus Beton. Die Eingangstüren wurden mit Blechplatten verstärkt.

### Abstoßwagen
Am Anfang und Ende des Zuges befand sich je ein vierachsiger Flachwagen, welche als Abstoßwagen genutzt wurden. Diese wurden mit einer 10 mm dicken Schicht aus Stahl an den Fahrwerken gepanzert. Diese sollte als erstes auf mögliche Minen oder beschädigte Gleise auffahren und somit den Panzerzug schützen. Zusätzlich wurde Material für den Gleisbau darauf transportiert.

## Einsatz
Stationiert war er bis zum 14. Juni 1921 in Zawadzkie. Am 23. Mai nahm er an Gefechten auf der Strecke zwischen Szymiszów und Groß Stein teil. Zwei Tage später, am 25. Mai, nahm er an der Verteidigung von Zębowice teil, bei der mehrere seiner Waggons beschädigt wurden und einige Soldaten ums Leben kamen. Aufgrund der Beschädigungen wurde er in die reparaturwerkstatt Laurahütte in Siemianowice Śląskie gebracht. Nach der Reparatur und Wartung wurde der Panzerzug am 6. Juni nach Zembowitz geschickt und nahm bis zum 10. Juni an weiteren Kämpfen teil.
Am 2. Juli wurde der Panzerzug nach Lubliniec beordert und am 5. Juli nach Gmina Herby. Zusammen mit dem Panzerzug Piast sollte er danach nach Kielce fahren, um dort demobilisiert und außer Dienst genommen zu werden. Mitte Juli traf der Panzerzug in Posen ein.
Mit der Anordnung den Generalstabs vom 25. August 1921 wurde die Demobilisierung gestoppt und der Panzerzug Tadek Ślązak neu aufgestellt. Bis 1923 blieb er im Bestand der polnischen Armee und diente als Ausbildungszug. Ende 1923 wurde der Panzerzug dann endgültig außer Dienst gestellt.

## Zugpersonal
- Zugkommandant Hauptmann Strowski (17. Mai 1921 – unbekannt)[1]
- Zugkommandant Leutnant Jan Horst (unbekannt)
- Artilleriekommandant Leutnant Jaroszewski
- Maschinengewehrkommandant Oberleutnant Blana
- Sturmzugkommandant Lubicz

## Zugzusammensetzung
Die Zusammensetzung des Zuges wird von vorne nach hinten aufgeführt.
- Abstoßwagen
- Artilleriewagen
- Maschinengewehrwagen
- Panzerzuglokomotive
- Sturmwagen
- Maschinengewehrwagen
- Artilleriewagen
- Abstoßwagen